# Groot Kei (gemeente)
Great Kei (officieel Great Kei Local Municipality; Afrikaans: Groot Kei Plaaslike Munisipaliteit) is een gemeente in het Zuid-Afrikaanse district Amatole.
Groot Kei ligt in de provincie Oost-Kaap en telt 39.000 inwoners. In de gemeente wonen hoofdzakelijk zwarte Zuid-Afrikanen.

## Hoofdplaatsen
Het nationaal instituut voor de statistiek, Stats SA, deelt sinds de census 2011 deze gemeente in in 40 zogenaamde hoofdplaatsen (main place):
Areena • Chakatha • Chicargo • Cintsa East • Cintsa West • Cwili • Diphini • Glengariff • Great Kei NU • Gubeni KwaSilatsha • Gwaba • Haga-Haga • Kei Mouth • Komga • KwaBola • KwaDubulekwele • KwaJongilanga • KwaMahomba • KwaNokhala • KwaSithungu • KwaThuba • Kwelera • Kwenxura • Luphindweni • Lusasa • Mandela • Mandela Park • Manqukela • Mgcogo • Morgan's Bay • Mzwini • Ncalukeni • Ngxingxolo • Nyara • Qolweni • Queensberry Bay • Soto • Tainton • Yellowsands • Ziphunzana.